# Assurance pour le renforcement du capital humain
Le projet Assurance pour le Renforcement du Capital Humain (ARCH) est un projet conçu par le gouvernement béninois pour soutenir et accompagner les populations vulnérables et garantir une protection sociale pour les béninois. L'objectif global du projet est d'accroître la capacité et l'accès aux services sociaux de base ainsi qu'aux opportunités économiques de manière durable et équitable pour tous les béninois, en particulier les plus défavorisés. Le projet est estimé à un coût de 183 865 000 000 FCFA et a démarré effectivement le 1er janvier 2021,,,,.

## Objectifs
L'objectif global consiste à augmenter la capacité et l'accès aux services sociaux fondamentaux ainsi qu'aux opportunités économiques de manière durable et équitable pour les béninois, en mettant l'accent sur les populations les plus vulnérables,,,,,.
De manière spécifique, les objectifs comprennent:
- Améliorer l'accès aux services de santé pour l'ensemble de la population;
- Offrir des formations opérationnelles aux acteurs du secteur informel;
- Faciliter l'accès au crédit pour les acteurs économiquement vulnérables du secteur informel;
- Proposer un mécanisme de pension retraite aux agriculteurs, commerçants, transporteurs, artisans et artistes du secteur informel.

## Volets
ARCH est un projet d'envergure dans le domaine de la protection sociale qui vise à proposer un ensemble de quatre services bénéfiques pour les populations. Ces services comprennent,: 
- l'assurance maladie;
- la formation;
- l'accès au crédit;
- l'assurance retraite.

## Mise en œuvre

### Phase pilote
Le volet Assurance-maladie du projet ARCH a commencé sa phase pilote le 29 juillet 2019 dans 07 communes (Abomey-Calavi, Sô-Ava, Dassa-Zoumè, Glazoué, Djougou, Copargo et Ouaké) et a ensuite été étendu à toutes les autres communes du Bénin,,,,.

### Phase active
Depuis le lancement officiel de la phase active le lundi 28 juin 2021 au siège de TCI-Bénin, le volet formation du projet ARCH est pleinement opérationnel. Cet événement a été présidé par  Véronique Tognifode, ministre des affaires sociales et de la microfinance, et Modeste Tihounté Kérékou, ministre des petites et moyennes entreprises,,,,,.

## Bénéficiaires
Les bénéficiaires du projet ARCH sont principalement les populations vulnérables du Bénin, notamment les personnes démunies et les acteurs économiquement faibles du secteur informel. L'objectif du projet est de surmonter les obstacles financiers en prenant en charge les frais de santé des personnes qui ne peuvent y faire face. Pour pouvoir bénéficier de l'assurance maladie offerte par le projet ARCH, il est nécessaire de posséder une carte d'identité nationale biométrique délivrée par l'Agence Nationale de l'Identification des Personnes (ANIP). De plus, le volet formation du projet ARCH offre aux artisans béninois l'opportunité de développer leurs compétences et connaissances, ce qui leur permet d'améliorer leurs revenus,,.

## Responsables
Le projet ARCH a été élaboré par le gouvernement béninois dans le but de soutenir et d'accompagner les populations vulnérables, en garantissant une protection sociale pour l'ensemble des Béninois. Parmi les responsables du projet, on retrouve Véronique Tognifode Mewanou, ministre des affaires sociales et de la microfinance, ainsi que Venant Célestin Quenum, directeur général de l'agence nationale de protection sociale (ANPS). D'autres acteurs, tels que les autorités locales et les ministères concernés, sont également impliqués dans la mise en œuvre du projet,,.